# Ma tốc độ
Ma tốc độ (tựa gốc tiếng Anh: Ghost Rider) là một bộ phim siêu anh hùng của Mỹ năm 2007 dựa trên nhân vật cùng tên của Marvel Comics. Bộ phim được viết kịch bản và đạo diễn bởi Mark Steven Johnson, người được biết đến với Daredevil năm 2003 trước đó, và có sự tham gia của Nicolas Cage trong vai Johnny Blaze / Ghost Rider, cùng với sự tham gia của Eva Mendes, Wes Bentley, Sam Elliott, Donal Logue, Matt Long và Peter Fonda.
Ghost Rider được phát hành vào ngày 16 tháng 2 năm 2007, tại Hoa Kỳ. Bộ phim đã vấp phải những đánh giá tiêu cực từ các nhà phê bình, nhưng đã thành công về mặt phòng vé, thu về 228,7 triệu đô la trên toàn thế giới với kinh phí 110 triệu đô la. Ghost Rider được phát hành trên DVD, Blu-ray và UMD vào ngày 12 tháng 6 năm 2007. Phần tiếp theo có tựa đề Ma tốc độ: Linh hồn báo thù được phát hành 5 năm sau đó, vào ngày 17 tháng 2 năm 2012, với Cage đảm nhận vai trò của mình.

## Nội dung
Johnny Blaze, một vận động viên biểu diễn mô tô có hạng, một ngày kia phát hiện ra bố mình bị bệnh ung thư phổi. Mephistopheles đã đến gặp anh với lời hứa cứu bố anh thoát khỏi căn bệnh này. Không còn cách nào để cứu bố, Johnny đã vội vàng ký vào bản khế ước bán linh hồn mình cho quỷ. Sáng hôm sau, người bố khỏi bệnh và ông nói rằng mình hoàn toàn đã bình phục như cũ. Sau này, ông đã chết trong một buổi trình diễn mô tô khác và Johnny đã không thể cứu được bố mình, lại còn phải chia tay người bạn gái Roxanne Simpson.
Nhiều năm sau, Johnny đã trở thành tay đua siêu hạng. Anh gặp lại Roxanne, bây giờ là một phóng viên truyền hình. Họ gặp lại nhau trong một lần phỏng vấn và nối lại quan hệ trước đây. Trong các cuộc biểu diễn mô tô phức tạp, nhiều lần Johnny đã tưởng mình bị thất bại và không thể tới đích, nhiều khi còn ở bên bờ cái chết nhưng sau đó, anh được Mephistopheles thông báo rằng anh đã tự mình vượt qua những thử thách ấy
Blackheart, con trai của Mephistopheles, đã tới Trái Đất và kéo thêm ba con quỷ khác là Wallow, Gressil và Abigor (Eligos). Blackheart muốn tìm bản khế ước của ngôi làng San Venganza để từ đó hắn có thể tạo ra Địa ngục trên Trái Đất. Mephistopheles đến gặp Johnny và ra lệnh cho anh phải trở thành Ma tốc độ, hứa sẽ giải thoát linh hồn anh nếu anh giết được Blackheart và đồng bọn. Từ đó, mỗi khi trời tối, Johnny biến thành Ma tốc độ, chuyên đi săn lùng các linh hồn và thanh toán những kẻ độc ác, chuyên cướp bóc người dân. Hình ảnh Ma tốc độ với cái đầu lâu và chiếc xe rực lửa đi khắp thành phố hàng đêm đã làm cho cảnh sát phải đau đầu tìm kiếm. Với nhiều mưu đồ đen tối mà vẫn không hại được Ma tốc độ, bọn Blackheart đã nhắm vào người anh thương yêu nhất là Roxanne để ép anh phải nộp cho chúng bản khế ước của làng San Venganza. Anh đã phải đứng giữa hai lựa chọn, cứu người yêu thoát khỏi bọn quỷ hoặc trao bản khế ước để chúng lên làm bá chủ thế giới này...

## Diễn viên
- Nicolas Cage vai Johnny Blaze / Ghost Rider
  - Matt Long vai Johnny Blaze lúc trẻ
- Eva Mendes vai Roxanne Simpson
  - Raquel Alessi vai Roxanne Simpson lúc trẻ
- Wes Bentley vai Blackheart / Legion
- Sam Elliott vai Carter Slade / Caretaker
- Donal Logue vai Mack
- Peter Fonda vai Mephistopheles / The Devil
- Brett Cullen vai Barton Blaze
- David Roberts vai Đại úy Jack Dolan
- Laurence Breuls vai Gressil
- Daniel Frederiksen vai Wallow
- Mathew Wilkinson vai Abigor
- Rebel Wilson vai cô gái trong hẻm